# Andioscolex peregrinus
Andioscolex peregrinus är en ringmaskart som först beskrevs av Wilhelm Michaelsen.  Andioscolex peregrinus ingår i släktet Andioscolex och familjen Glossoscolecidae. Inga underarter finns listade i Catalogue of Life.